# Zeitschrift für Medizin-Ethik-Recht
Die Zeitschrift für Medizin-Ethik-Recht (kurz: ZfMER; 2010–2011 als MERkblatt) ist eine wissenschaftliche Zeitschrift, die sich in interdisziplinärer Weise mit Themen aus den Schnittbereichen der namensgebenden Disziplinen befasst. Herausgeber der Zeitschrift ist der Verein meris e. V., welcher als Alumni-Verein des Interdisziplinären Wissenschaftlichen Zentrums Medizin – Ethik – Recht (IWZ MER) der Martin-Luther-Universität Halle-Wittenberg gegründet worden war und heute vor allem auf die Förderung des wissenschaftlichen Diskurses abzielt.
Die aktuelle Auflagenzahl beträgt rund 100 Exemplare. Die Zeitschrift ist darüber hinaus kostenfrei als E-Paper verfügbar und erscheint seit 2024 zweimal im Jahr.

## Geschichte
Die erste Ausgabe der Zeitschrift erschien 2010 unter dem Namen MERkblatt, Zeitschrift für Medizin-Ethik-Recht und in redaktioneller Verantwortung von Andreas Walker und Sven Wedlich. Im Jahr 2012 erfolgte dann die Umbenennung in den bis heute gültigen Namen.

## Inhalt
Die Zeitschrift beschäftigt sich in jeder Ausgabe mit einem anderen Schwerpunktthema aus den Bereichen Medizin-Ethik-Recht, das interdisziplinär betrachtet wird und bis 2023 gesondert als „Im Fokus“ ausgewiesen wurde.
Seit 2024 sind zudem interdisziplinäre Fallanmerkungen fester Bestandteil der Zeitschrift, wie beispielsweise die Besprechung des „Hebammenfalls“ in der ersten Ausgabe aus 2024.
| Jahrgang           | Heft | Themenschwerpunkt                                                                                     | Redaktion(-sleitung)                                                                              |
| ------------------ | ---- | --- | ------------------------------------------------------------------------------------------------- |
| 1 (2010) MERkblatt | 1    | Impfungen                                                                                             | Andreas Walker, Sven Wedlich                                                                      |
| 1 (2010) MERkblatt | 2    | Die Zukunft des Gesundheitssystems                                                                    | Andreas Walker, Sven Wedlich                                                                      |
| 2 (2011) MERkblatt | 1    | Kommunikation und Seelsorge                                                                           | Andreas Walker, Sven Wedlich                                                                      |
| 2 (2011) MERkblatt | 2    | Intersexualität                                                                                       | Heidi Ankermann, Andreas Walker, Sven Wedlich                                                     |
| 3 (2012)           | 1    | Medizinethik im kulturellen Kontext                                                                   | Andreas Walker, Sven Wedlich                                                                      |
| 3 (2012)           | 2    | Demenz                                                                                                | Stephanie Schmidt, Andreas Walker, Sven Wedlich                                                   |
| 4 (2013)           | 1    | Zirkumzision                                                                                          | Franziska Kelle, Andreas Walker, Sven Wedlich                                                     |
| 4 (2013)           | 2    | Perspektiven des Gesundheitssystems                                                                   | Franziska Kelle, Andreas Walker, Sven Wedlich                                                     |
| 5 (2014)           | 1    | Patientenverfügungen                                                                                  | Franziska Kelle, Andreas Walker, Sven Wedlich                                                     |
| 5 (2014)           | 2    | Depression und Melancholie                                                                            | Andreas Walker                                                                                    |
| 6 (2015)           | 1    | Medizin und Technik                                                                                   | Sebastian Vogel, Andreas Walker                                                                   |
| 7 (2016)           | 1    | Xenotransplantation                                                                                   | Sebastian Vogel, Andreas Walker                                                                   |
| 8 (2017)           | 1    | Genomeditierung                                                                                       | Sebastian Vogel, Andreas Walker                                                                   |
| 9 (2018)           | 1    | Tiefe Hirnstimulation                                                                                 | Sebastian Vogel, Andreas Walker                                                                   |
| 9 (2018)           | 1    | Prävention des Typ-2-Diabetes als nationales Gesundheitsziel                                          | Sebastian Vogel, Andreas Walker                                                                   |
| 10 (2019)          | 1    | § 217 StGB: eine kritische Analyse zum Sterbehilfegesetz                                              | Sebastian Vogel, Andreas Walker                                                                   |
| 10 (2019)          | 1    | Freiheitseinschränkende Maßnahmen zur Vermeidung von Stürzen in der professionellen ambulanten Pflege | Sebastian Vogel, Andreas Walker                                                                   |
| 10 (2019)          | 1    | Übergangsfristen der Therapieallergene-Verordnung                                                     | Sebastian Vogel, Andreas Walker                                                                   |
| 11 (2020)          | 1    | COVID-19                                                                                              | Sebastian Vogel, Andreas Walker                                                                   |
| 12 (2023)          | 1    | COVID-19/Mensch und Technik                                                                           | Henning Lorenz, Sebastian Vogel, Andreas Walker                                                   |
| 13 (2024)          | 1    | Organspende-Reform                                                                                    | Henning Lorenz (Schrift- und Redaktionsleitung), Sebastian Vogel, Sebastian Simmert               |
| 13 (2024)          | 2    | Leihmutterschaft                                                                                      | Henning Lorenz (Schrift- und Redaktionsleiter), Sophie Gothan, Sebastian Simmert, Sebastian Vogel |